# Francesco Costantini
Francesco Costantini (Fiume, 21 agosto 1827 – Pisino, 8 gennaio 1899) è stato un politico e giurista italiano, podestà di Pisino dal 1880 al 1883. Nel 1884 fondò a Pisino la Società politica istriana, di cui fu anche il primo presidente.

## Biografia
Francesco Constantini nacque a Fiume da famiglia istriana il 21 agosto 1827. Di mestiere avvocato, divenne membro della Dieta istriana. Nel 1872, dopo prolungate insistenze, ottenne il nulla osta per l'apertura di un ginnasio italiano a Pisino, dove allora l'insegnamento era impartito solo in lingua tedesca. I cittadini di Pisino dovettero attendere fino al 1899 per l'apertura della scuola, a causa della procrastinazione dei membri slavi della Dieta, i quali temporeggiarono finché gli austriaci non garantirono anche l'apertura di un ginnasio in lingua croata. Costantini fu poi Podestà di Pisino, ricoprendo questa carica dal 1880 al 1883. È ricordato anche per aver fondato, nel 1884, il partito politico Società politica istriana, di cui fu anche il primo presidente.
 Gli è attribuita l'attivazione a Pisino, insieme a Adamo Mrach, di un associazionismo che è stato definito «un formidabile strumento di aggregazione e coesione nazionale».
Costantini sposò Clotilde Mrach, proveniente da una famiglia pisinota di proprietari terrieri e politici, dalla quale ebbe due figli: Ettore, anch'egli avvocato e politico, e Costantino, avvocato, Direttore del Consiglio dell'Amministrazione Tributaria di Pisino, Capo del Consiglio di Amministrazione del Comune di Pisino dal 1894, e Sindaco di Pisino dal 1919 al 1922.
Prima dell'annessione dell'Istria da parte della Jugoslavia, il teatro di Pisino era intitolato a Costantini.